# Міністерство інфраструктури України
Міністерство інфраструктури України — утворене 9 грудня 2010 року шляхом реорганізації Міністерства транспорту та зв'язку України.
Міністерство інфраструктури України є правонаступником Міністерства транспорту та зв'язку України (крім прав та обов'язків, пов'язаних із реалізацією функцій у сфері телекомунікацій, користування радіочастотним ресурсом України, надання послуг поштового зв'язку), а також Міністерства культури і туризму України в частині функцій з реалізації державної політики у сфері туризму.
Міністерство інфраструктури України (Мінінфраструктури України) є головним органом у системі центральних органів виконавчої влади у формуванні та забезпеченні реалізації державної політики у сферах авіаційного, автомобільного, залізничного, морського і річкового, міського електричного транспорту та у сферах використання повітряного простору України, туризму, діяльності курортів, метрополітенів, дорожнього господарства, забезпечення підготовки та реалізації в Україні інфраструктурних проектів для виконання завдань і заходів з підготовки та проведення в Україні фінальної частини чемпіонату Європи 2012 року з футболу, інших міжнародних спортивних подій, забезпечення безпеки руху, навігаційно-гідрографічного забезпечення судноплавства, торговельного мореплавства (центральний орган виконавчої влади у сфері транспорту, дорожнього господарства, туризму та інфраструктури).

## Міністр
Міністерством керує Міністр інфраструктури України. Через нього Кабінет Міністрів України спрямовує і координує діяльність таких центральних органів виконавчої влади:
Міністерством керує Міністр інфраструктури України. Через нього Кабінет Міністрів України спрямовує і координує діяльність таких центральних органів виконавчої влади:
1. Державна авіаційна служба України
2. Державна інспекція України з безпеки на наземному транспорті
3. Державна служба автомобільних доріг України
4. Державна спеціальна служба транспорту
5. Державна служба спеціального зв'язку та захисту інформації України
6. Державна інспекція України з безпеки на морському та річковому транспорті
7. Національне агентство з питань підготовки та проведення в Україні фінальної частини чемпіонату Європи 2012 року з футболу та реалізації інфраструктурних проектів
8. Державне агентство України з туризму та курортів (ліквідовано[4])

З 20 травня 2021 р. міністром був Кубраков Олександр Миколайович.
- Шкураков Василь Олександрович — перший заступник Міністра[5].
- Васьков Юрій Юрійович — заступник Міністра[6].
- Мустафа Найєм — заступник Міністра[7].
- Юрченко Анна Станіславівна — заступник Міністра з питань європейської інтеграції[8].
- Комірний Анатолій Віталійович — заступник Міністра з питань цифрового розвитку, цифрових трансформацій і цифровізації[9].
- Божевськогий Петро Іванович  - державний секрета [10]

## Історія
Міністерство транспорту та зв'язку України — колишній центральний орган виконавчої влади України. 9 грудня 2010 року міністерство реорганізоване в Міністерство інфраструктури України.
Міністерство транспорту та зв'язку України здійснювало керівництво дорожньо-транспортним комплексом, відповідало за його розвиток, координувало роботу об'єднань, підприємств, установ та організацій автомобільного, авіаційного, залізничного, морського і річкового транспорту і дорожнього господарства, що входили у сферу його управління.
Керівництво підприємствами транспорту і дорожнього господарства Міністерство транспорту та зв'язку України здійснювало через галузеві урядові органи управління.
Основними завданнями міністерства були: здійснення державного керування транспортним комплексом України; реалізація державної політики становлення і розвитку дорожньо-транспортного комплексу України для забезпечення своєчасного, повного і якісного задоволення потреб населення і суспільного виробництва в перевезеннях; забезпечення взаємодії і координації роботи автомобільного, авіаційного, залізничного, морського і річкового транспорту і дорожнього комплексу, здійснення заходів для створення єдиної транспортної системи України; створення рівних умов для розвитку господарської діяльності підприємств транспорту усіх форм власності; забезпечення входження дорожньо-транспортного комплексу України до європейської та світової транспортних систем на принципах Європейської транспортної політики.
У жовтні 2019 року стало відомо, що Укрзалізниця першою з державних компаній розпочинає підготовку до ІРО (первинна публічна пропозиція).

## Будівля міністерства
Центральний апарат міністерства розташований у хмарочосі в Києві на проспекті Берестейському, 14.

## Структура
- Керівники структурних підрозділів (прізвища, телефони)  [Архівовано 4 грудня 2014 у Wayback Machine.]

Департаменти, управління та служби Міністерства транспорту та зв'язку України
- Сектор аналітичного забезпечення роботи Міністра та колегії (Патронатна служба)
- Сектор з питань взаємодії з ЗМІ та громадськістю
- Управління персоналу
- Департамент економіки та фінансів
- Департамент політики розвитку інфраструктури транспорту та туризму
- Департамент безпеки
- Департамент державної політики в галузі залізничного транспорту
- Департамент державної політики в галузі морського та річкового транспорту
- Департамент стратегічного розвитку автомобільних доріг
- Департамент правового забезпечення
- Департамент міжнародного співробітництва
- Департамент державної власності
- Управління фінансового контролю та запобігання економічним правопорушенням
- Управління контролю та діловодства
- Відділ бухгалтерського обліку та звітності, бюджетного фінансування
- Режимно-секретний сектор
- Сектор мобілізаційної роботи

## Дорадчі органи
При міністерстві утворено громадську раду.

## Повна контактна інформація (прізвища, біографії, телефони)
- Офіційна Україна сьогодні [Архівовано 15 липня 2014 у Wayback Machine.]